# Acace du mont Ararat
Pour les articles homonymes, voir Acace.
Acace du mont Ararat ou Acaste ou Achaz (en latin : Achatius, en grec Akakios) était un officier supérieur romain, martyrisé et mis à mort sous Antonin le pieux, vers 140 sur le mont Ararat.
C'est un saint chrétien, rangé parmi les quatorze saints auxiliateurs.
Le martyre de saint Acace et de ses compagnons est commémoré le 22 juin.

## Histoire et tradition
Il est difficile, voire impossible, de démêler ce qui revient à l'histoire et de la légende, d'abord orale.
On a tendance à le confondre avec d'autres martyrs du même nom, entre autres avec saint Acace de Byzance (martyrisé en 303 à Byzance) au début de la Persécution de Dioclétien), qui était également un militaire de l'armée impériale, un centurion. 

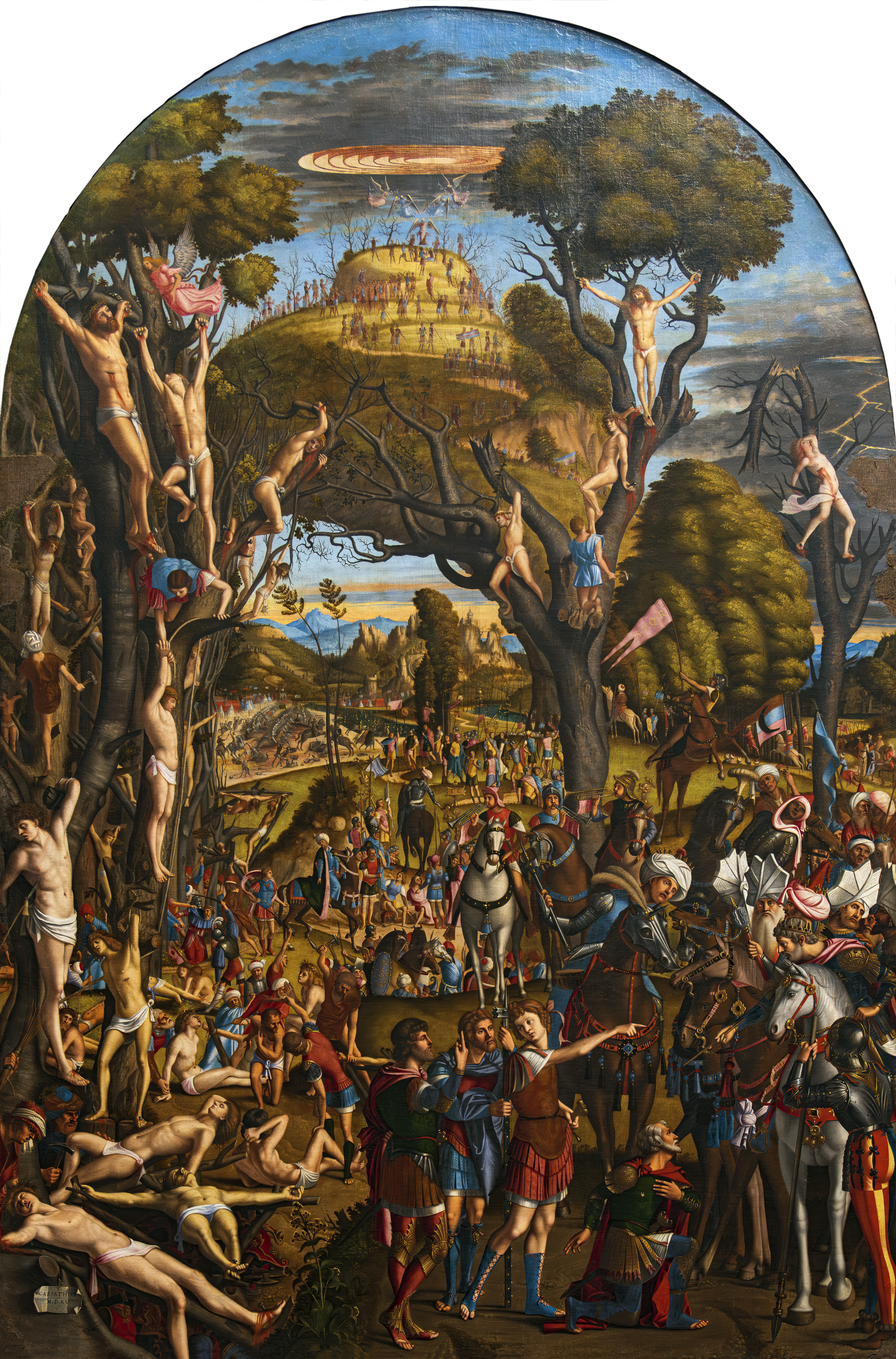
Crucifixion et apothéose des 10 000 martyrs, Vittore Carpaccio (1515).

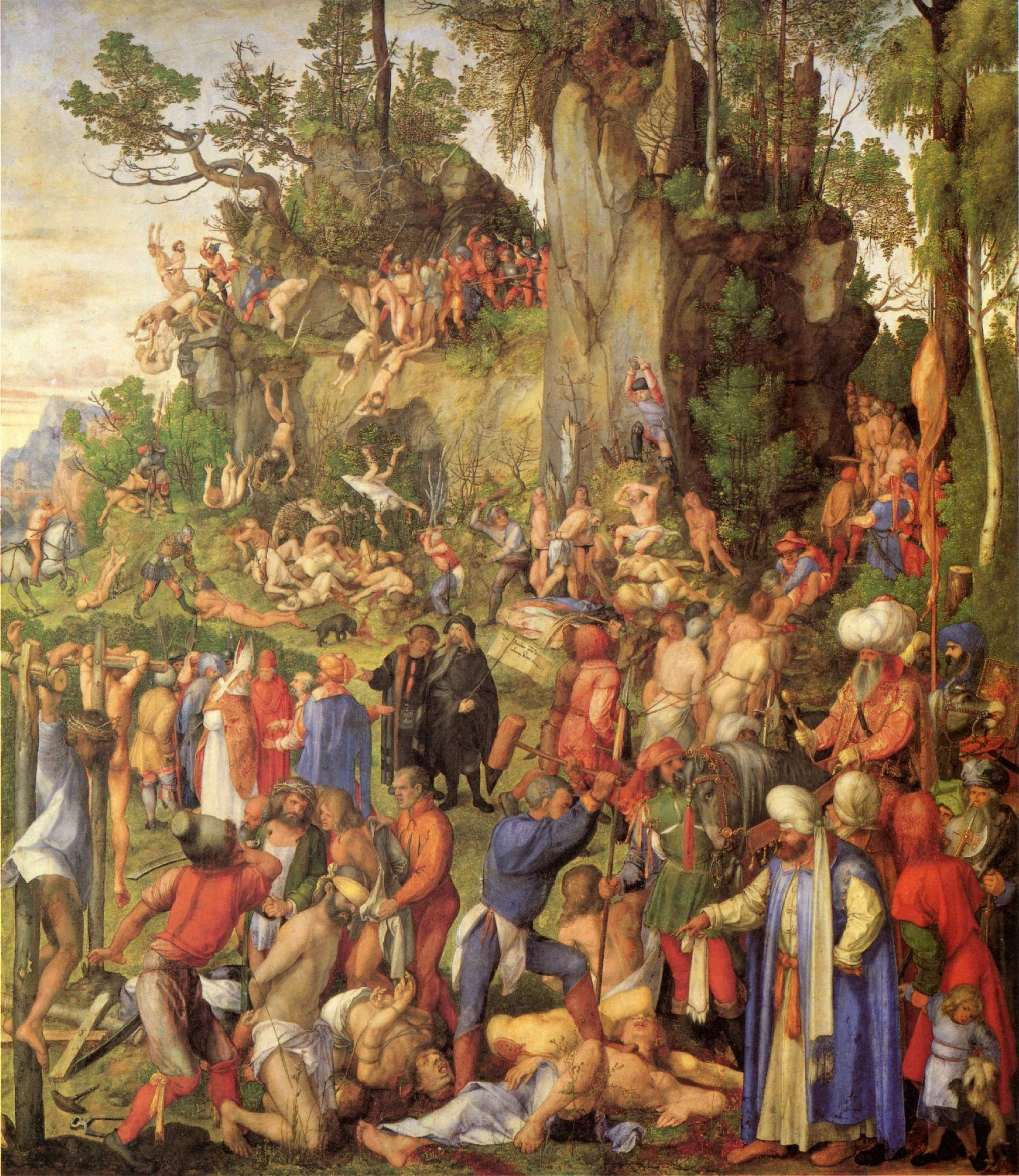
Martyre des dix mille chrétiens, Albrecht Dürer (1508).

D'après la tradition, saint Acace du mont Ararat, tribun, se fit baptiser au nom du Christ. À la suite de plusieurs victoires, l'empereur Hadrien s'intéressa à lui, et il voulut ramener son officier au paganisme du culte impérial coûte que coûte. À la suite de résultats infructueux, il décida de le torturer, mais il continua de proclamer la foi chrétienne, défendant que son empereur était désormais le Fils de Dieu. Il fut alors flagellé avec des branches d'épines puis condamné à marcher pieds-nus sur des pointes de fer, avant d'être crucifié.  
Selon les Actes de son martyre, rédigés plus tardivement, Acaste fut mis à mort avec ses compagnons (les Dix Mille Martyrs) sur le mont Ararat. Tribun sous le règne des empereurs romains Hadrien (117-138) et Antonin (138-161), il était en garnison en Arménie avec ses neuf mille soldats pour combattre les rebelles, dix fois plus nombreux. Acace et ses soldats furent donc battus de verges, coiffés de couronnes d'épines, et condamnés à mort.

## Iconographie
Acace est représenté en armure avec épée et crucifix, ou alors en soldat chrétien portant une couronne d'épines.
Le martyre des Dix Mille a été représenté par de nombreux artistes, notamment par Albrecht Dürer (œuvre de 1508 conservée au musée d'histoire de l'art de Vienne et par Vittore Carpaccio (œuvre de 1515 conservée aux Gallerie dell'Accademia de Venise).

## Source
- (de) Cet article est partiellement ou en totalité issu de l’article de Wikipédia en allemand intitulé « Achatius von Armenien » (voir la liste des auteurs).